# Saguid Murtazalíyev
Saguid Magomédovich Murtazalíyev –en ruso, Сагид Магомедович Муртазалиев– (Kizliar, 11 de marzo de 1974) es un deportista ruso de origen daguestano que compitió en lucha libre.
Participó en dos Juegos Olímpicos de Verano, obteniendo la medalla de oro en Sídney 2000, en la categoría de 97 kg, y el séptimo lugar en Atlanta 1996.
Ganó una medalla de oro en el Campeonato Mundial de Lucha de 1999 y tres medallas en el Campeonato Europeo de Lucha entre los años 1995 y 2000.

## Palmarés internacional
| Juegos Olímpicos   | Juegos Olímpicos    | Juegos Olímpicos  | Juegos Olímpicos |
| Año                | Lugar               | Medalla           | Categoría        |
| ------------------ | ------------------- | ----------------- | ---------------- |
| 2000               | Sídney (Australia)  | Medalla de oro    | 97 kg            |
| Campeonato Mundial |                     |                   |                  |
| Año                | Lugar               | Medalla           | Categoría        |
| 1999               | Ankara (Turquía)    | Medalla de oro    | 97 kg            |
| Campeonato Europeo |                     |                   |                  |
| Año                | Lugar               | Medalla           | Categoría        |
| 1995               | Friburgo (Alemania) | Medalla de bronce | 90 kg            |
| 1996               | Budapest (Hungría)  | Medalla de bronce | 90 kg            |
| 2000               | Budapest (Hungría)  | Medalla de oro    | 97 kg            |